# Veliče Šumulikoski
Veliče Šumulikoski (en macédonien : Величе Шумуликоски), né le 24 avril 1981 à Struga en Yougoslavie (auj. en Macédoine du Nord), est un footballeur international macédonien qui jouait au poste de milieu de terrain.
Šumulikoski a fait ses débuts en équipe nationale de Macédoine en 2002. Avec cette équipe il a joué 83 matchs et a marqué 1 but.